# Munch (BDSM)
Un munch (forma breve dell'espressione inglese "burger munch", che sta per "spuntino/snack informale a base di hamburger") è un incontro informale tra persone che praticano o che sono interessate al BDSM ed altre pratiche fetish e kink. Lo scopo principale è socializzare e scambiare esperienze nell'ambiente, ed anche aiutare chi si avvicina al BDSM a conoscere altre persone ed essere meglio informati. I munch sono situazioni d'incontro locale, spesso gli invitati sono tutti abitanti della stessa regione o della stessa città. Ogni munch è diverso e riflette la personalità del gruppo che lo organizza e che lo frequenta. 
I munch hanno luogo in spazi pubblici; gli organizzatori di solito riservano un grande tavolo appartato o una sala privata in un locale e gli invitati devono presentarsi ed andare via entro un orario stabilito. Spesso sono incontri con una cadenza regolare. In alcuni munch si può anche assistere a dimostrazioni da parte di gruppi o persone del posto. 
A differenza di un play party, i munch sono incontri informali e quindi l'abbigliamento previsto è vanilla e sono proibiti il dresscode fetish e situazioni di gioco BDSM. Ci possono essere gruppi che accettano l'uso di collari o segni distintivi durante i propri munch; in queste situazioni potrebbero essere tollerate interazioni discrete tra i partecipanti, previo permesso degli organizzatori.
I primi munch sono nati negli anni ottanta, con lo sviluppo di gruppi USENET, in California. Dalla fine degli anni novanta si sono diffusi nel mondo anglosassone, e ormai vi sono munch regolari in tutte le principali città europee.
I munch sono cambiati con il tempo e con il diffondersi del BDSM e del fetish. Molti si sono ampliati per includere più persone, argomenti e filosofie. Alcuni possono avere un focus specifico, come la spiritualità, o la frusta. Altri possono essere riservati o escludere un gruppo specifico; ad esempio le donne, i sottomessi, o sotto una certa età.
Gli organizzatori dei munch, per tenere aggiornati i partecipanti, generalmente utilizzano i social network, la posta elettronica, mailing list, passaparola, o siti web specifici.